# Lili Marleen
Lili Marleen (a volte citata come Lili Marlene) è una celebre canzone tedesca, tradotta in innumerevoli lingue e divenuta famosa in tutto il mondo durante la seconda guerra mondiale.

## Storia
Il testo originale proviene da un poemetto, intitolato La canzone di una giovane sentinella, che uno scrittore e poeta tedesco di Amburgo, Hans Leip, soldato durante la prima guerra mondiale, scrisse prima di partire per il fronte russo nel 1915. Il poemetto era parte di un volume di poesie intitolato Die Harfenorgel (‘L'arpa’). Il nome "Lili Marleen" fu coniato unendo quello della sua ragazza (figlia di un ortolano) con quello di una giovane infermiera, Marleen, che, invece, sembra essere stata la ragazza di un commilitone.
Nonostante il carattere decisamente antibellico del poemetto, la parte su Lili Marlene attirò l'attenzione del musicista Norbert Schultze, autore di marce e di canzoni militaresche e propagandistiche, che la musicò nel 1938.

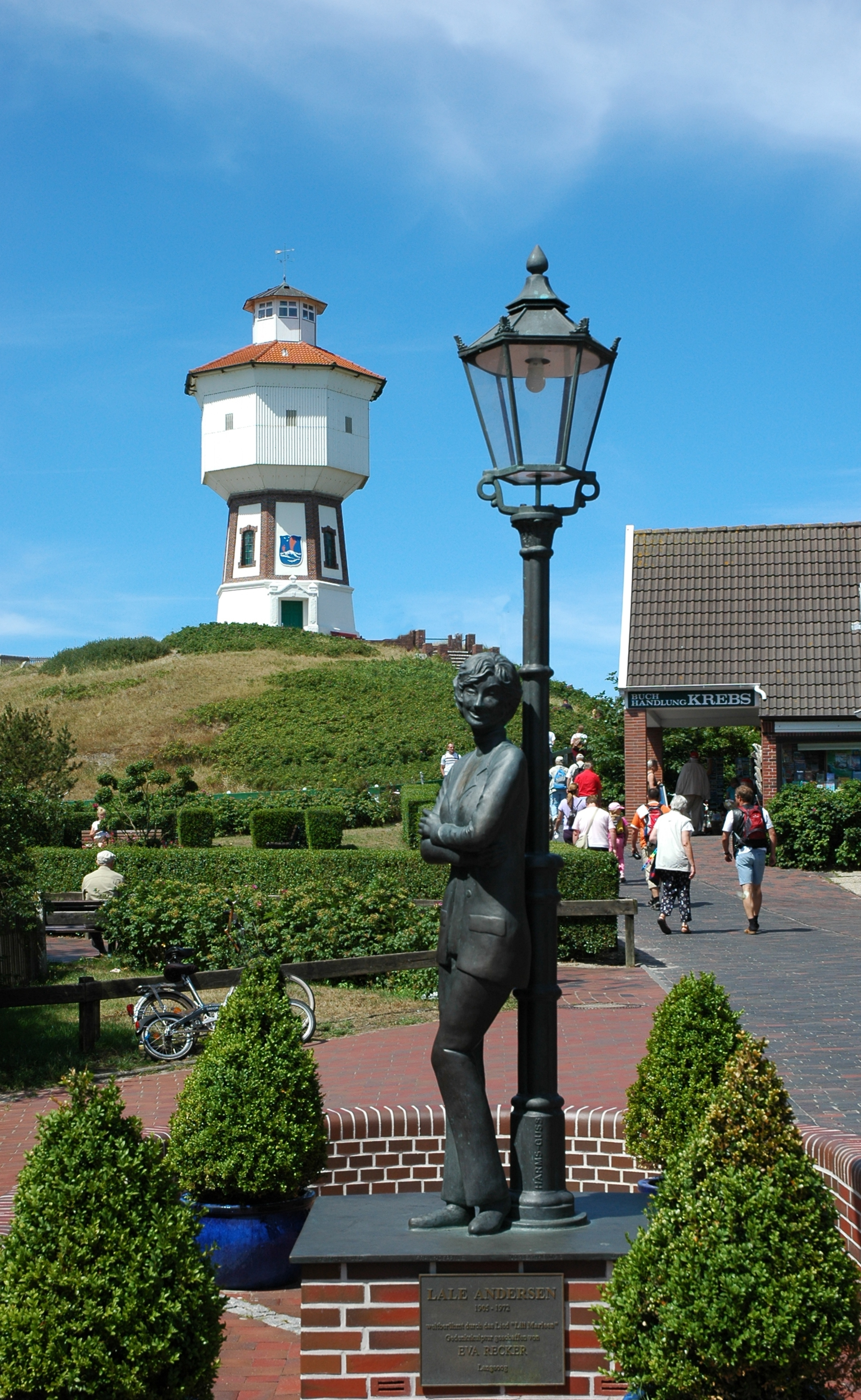
Omaggio a Lili Marleen e alla cantante Lale Andersen, a Langeoog, in Germania

La prima registrazione fu quella cantata da Lale Andersen per l'editrice Apollo-Verlag (1938) con il titolo originale Das Mädchen unter der Laterne ("La ragazza sotto il lampione"). A partire dal 1939 fu chiamata Lili Marleen: la prima pubblicazione con questo titolo (a cui venne aggiunto il sottotitolo Lied eines jungen Wachtpostens, in tedesco "Canzone di una giovane sentinella") risale al 2 agosto 1939 per l'Electrola Studio di Berlino, con numero di catalogo Electrola CE 6993/ORA 4198-2. Il disco, che in origine vendette pochissime copie, cominciò ad avere popolarità solo in seguito alla trasmissione da parte di una radio militare tedesca che, nel 1941, la diffuse tra gli Africa Korps del feldmaresciallo Erwin Rommel.
Dal 1941 fu trasmessa dall'emittente militare Radio Belgrado, sotto l'occupazione nazista della radio e del paese balcanico, per intrattenere l'esercito tedesco. La canzone ebbe comunque una vita difficile: venne infatti osteggiata dal ministro della propaganda Joseph Goebbels che ne proibì la diffusione, ma le lettere di protesta dei soldati, tra cui anche il feldmaresciallo Rommel, fecero riprendere la trasmissione, addirittura tutte le sere alle 21:55, a chiusura dei programmi.

## Altre versioni
- Nel 1942 la cantante Lina Termini ne incise una versione in italiano, i cui versi furono composti da Nino Rastelli; anch'essa divenuta immediatamente molto popolare in Italia.
- La più famosa interprete fuori dalla Germania fu sicuramente l'attrice e cantante tedesca Marlene Dietrich, che dal 1930 risiedeva negli Stati Uniti. Dal 1944 cantò la canzone per le truppe alleate, e così Lili Marlene divenne la "canzone di tutti i soldati al fronte", tedeschi o alleati.
- Della canzone esiste anche una parodia anti-hitleriana, trasmessa ripetutamente dalla BBC negli anni della guerra.
- Nel 1961 Connie Francis ne ha realizzato una cover arrivata in nona posizione in Germania Ovest.
- Milva ne ha cantato una versione nel suo album del 1977 Auf den Flügeln bunter Träume.
- Nel 1979 Amanda Lear ne ha cantato una versione discomusic, parte in tedesco e parte in inglese, contenuta nel singolo omonimo del 1978 e nell'album Never Trust a Pretty Face del 1979. Altre versioni appaiono nell'album Cadavrexquis del 1993 e nell'album Heart del 2001.
- È stata rivisitata e riproposta dal gruppo dei Matia Bazar nell'album del 1981 Berlino, Parigi, Londra.
- Sempre nel 1981, l'artista italiano Garbo la reinterpreta nel suo album A Berlino... va bene.
- Nel 1986 una versione in spagnolo è stata cantata dal gruppo pop iberico Olé Olé.
- Una versione in lingua giapponese appare nell'episodio 8 della prima serie dell'anime Strike Witches, cantata da Rie Tanaka, doppiatrice del personaggio di Minna-Dietlinde Wilcke.
- Nel 1999 viene inserita a chiusura del monodramma drammatico-musicale "Marlene Dietrich", prodotto dal Teatro Nazionale Croato di Spalato, per la regia di Ivan Leo Lemo. Protagonista, l'attrice e cantante Ksenija Prohaska.
- Nel 2000 è stata interpretata dagli Atrocity.

## Influenze culturali

### Musica
- È citata anche nella canzone Maquis dal primo album Che fine ha fatto Lazlotòz del 1998, di Giorgio Canali.
- È citata anche nella canzone Marcia delle Sturmtruppen, 1980 di Bonvi (Testo) e Piero Montanari (Musica e arrangiamento), Strumpete Und N'Dranghete (interpretazione e musica).
- È citata nel brano Notturno dall'Italia scritto ed interpretato da Giuni Russo, contenuta nell'album Demo De Midi del 2003.
- È citata nella canzone Resistenza dall'album Discorsi da bar, di La Famiglia Rossi (2003).
- È citata nella canzone Famous Blue Raincoat di Leonard Cohen (Songs of Love and Hate , 1971)
- È citata anche nella canzone Alice di Francesco De Gregori
- È citata anche nella canzone Fiume Nero di Pierangelo Bertoli
- È citata anche nella canzone Buonanotte Berlino degli Stadio, contenuta nell'album omonimo del 1982.
- La protagonista, Lili Marlene appunto, è citata nella canzone Alexanderplatz scritta da Franco Battiato e interpretata da Milva.
- L'omonima canzone dei Baustelle del 2016 ne ha preso il nome, ma non ne è una cover.
- I Matia Bazar ne hanno realizzato una cover nel 1982, contenuta nell'album Berlino, Parigi, Londra - Lato A, traccia 1.

### Letteratura
- È citata nel romanzo Diario Clandestino (Rizzoli, 1949) di Giovannino Guareschi: quando il protagonista è internato in un lager polacco, ascolta da alcuni soldati tedeschi questa canzone e dice: 《Questa non è una canzone di guerra, è un triste presentimento》.
- Renato Besana e Marcello Staglieno, amici di Hans Leip, nel novembre 1980 hanno pubblicato presso Rizzoli il romanzo storico Lili Marleen (Premio l'Inedito 1980, Premio Scanno 1981, Superpremio Campione d'Italia 1981), tradotto in svariate lingue.[Specificare l'attinenza con la canzone.]
- È citata nel racconto Una lapide in via Mazzini di Giorgio Bassani, inserito nella raccolta Cinque storie ferraresi, Giorgio Bassani, Einaudi, 1960.
- È citata nel romanzo L'Agnese va a morire di Renata Viganò.
- È citata nel romanzo La più amata di Teresa Ciabatti
- È citata nel romanzo Tirar mattina (Einaudi, 1963) di Umberto Simonetta: in una scena ambientata pochi giorni dopo il 25 aprile 1945, la canzone è osteggiata dal pubblico in quanto tedesca.
- È citata nella raccolta di racconti Il fumo di Birkenau (La Prora, 1947) di Liana Millu: è il titolo del primo racconto.
- È citata nell'autobiografia di Emilio Isgrò con Chiara Gatti "Io non cancello, la mia vita fraintesa" (ed. Solferino)

### Cinema
- Nel dicembre 1980 Rainer Werner Fassbinder girò il film Lili Marleen, ultimato e presentato al pubblico nel 1981, in cui la protagonista è una cantante che diventa famosa anche grazie a questo brano.
- Marlene Dietrich stessa racconta l'origine della canzone in Vincitori e vinti (1961) diretto da Stanley Kramer.
- Il brano è inserito nella colonna sonora della serie televisiva britannica The Singing Detective (1986).

### Fumetti
- È citata nelle tavole 13, 66 e 367 delle Sturmtruppen di Bonvi;
- È citata (col nome di Marlene) da Enrico la Talpa nelle sue immaginifiche "Memorie di guerra" di quand'era nella Gestapo nella tavola 142 di Lupo Alberto di Silver.